# Tagetes patula
Tagetes patula is een eenjarige plant, die behoort tot de composietenfamilie (Asteraceae). De plant is een allotetraploïd met 2n = 48 chromosomen en is waarschijnlijk ontstaan uit een kruising tussen de diploïde soorten Tagetes erecta en Tagetes tenuifolia.
De soort komt van nature voor in Noord- en Zuid-Amerika en is van daaruit verspreid over de gehele wereld. Aan het einde van de zestiende eeuw werden Tagetes patula en Tagetes erecta in Europa ingevoerd. De plant wordt voornamelijk in siertuinen aangeplant. Er zijn vele cultivars. De bloemkleuren zijn meestal rood, bruin, oranje, geel of een combinatie van twee kleuren. Tagetes patula 'Nana' is laag blijvend en wordt ongeveer 25 cm hoog.
Tagetes patula wordt 50 cm hoog en 30 cm breed. De vijfkantige stengels zijn onder koude omstandigheden rood aangelopen. De oneven geveerde bladeren hebben olieklieren. De blaadjes hebben een gezaagde bladrand.

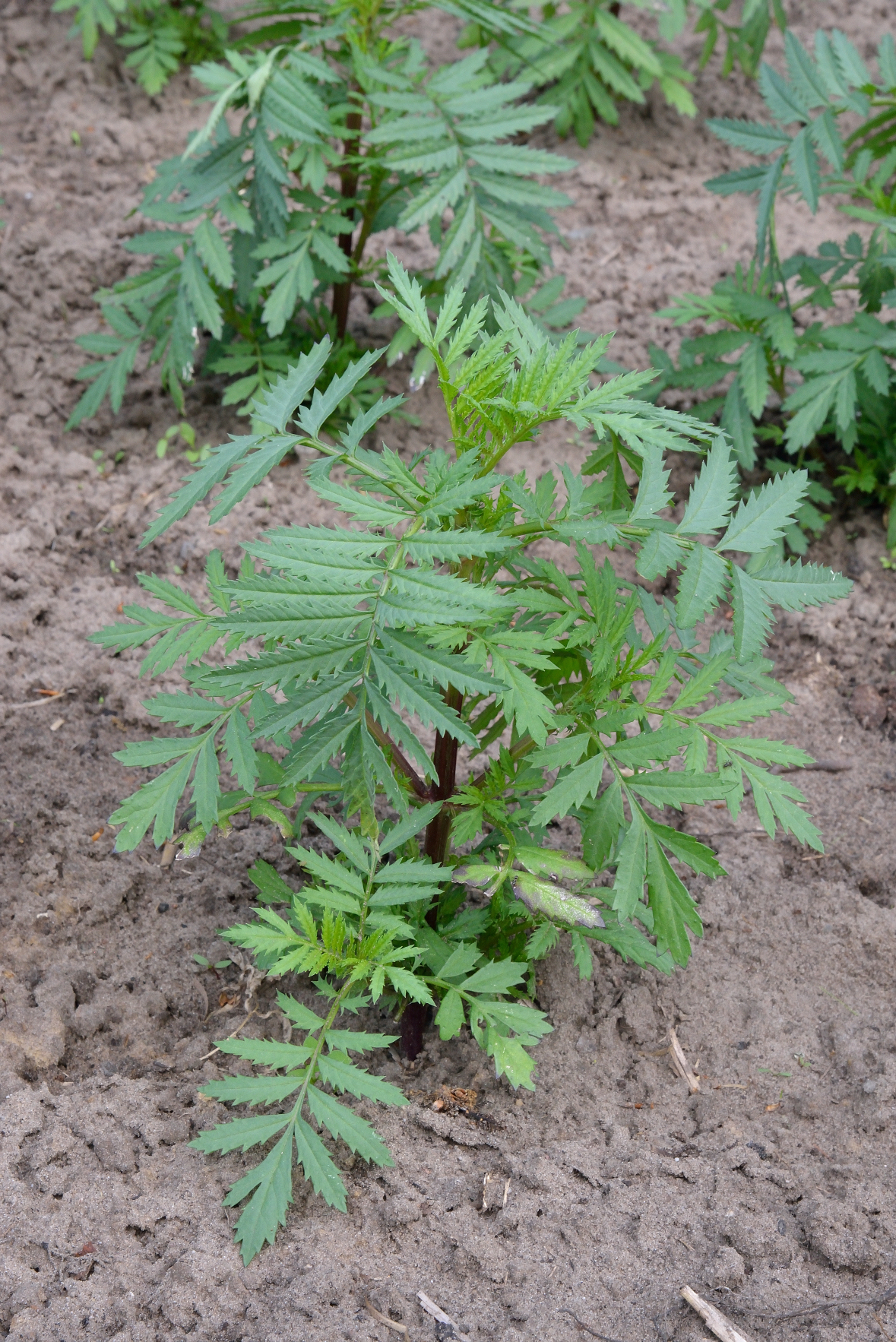
Zeven weken oude plant
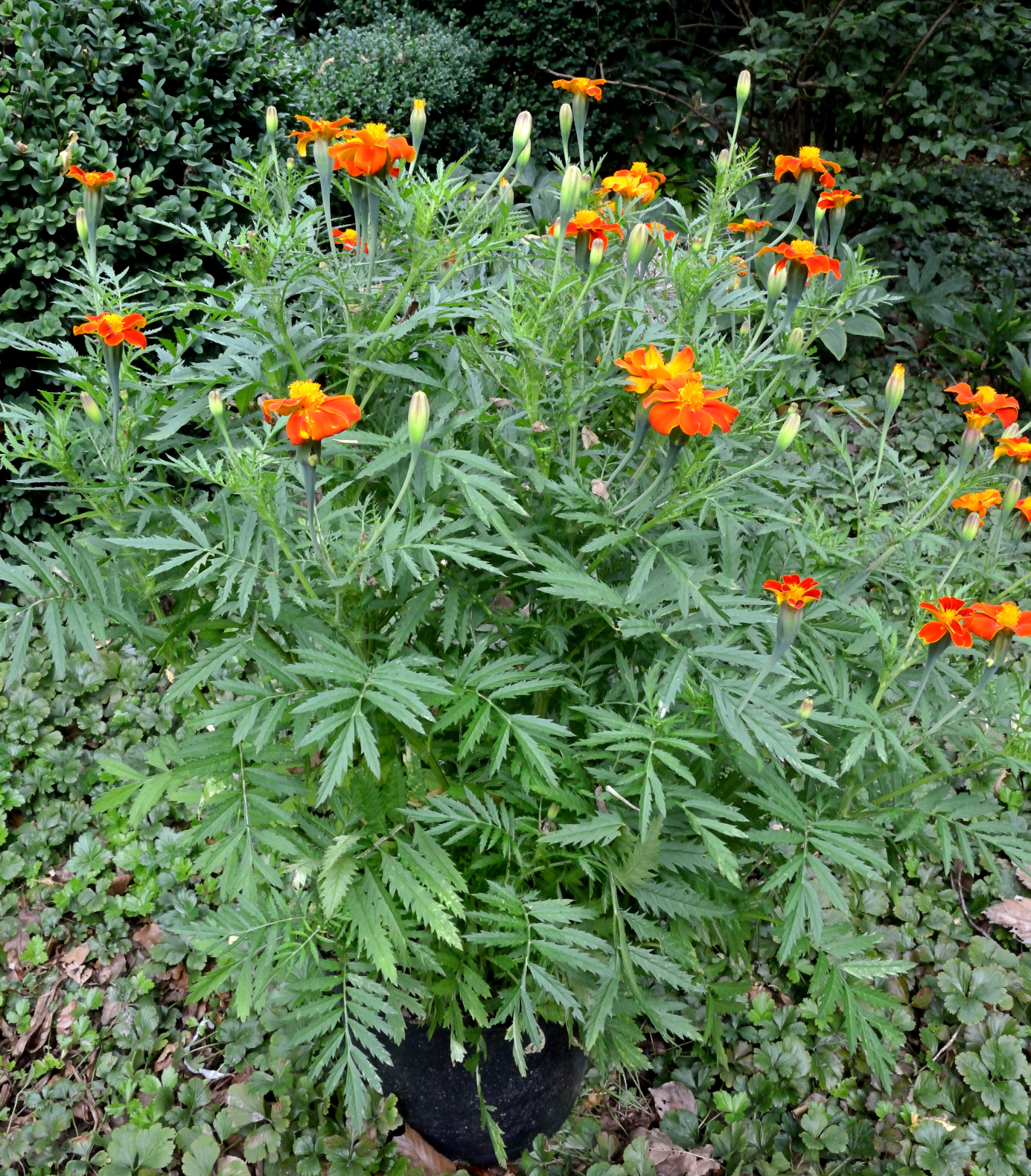

De plant bloeit van juli tot in oktober. In het oorsprongsgebied, de hooglanden van Centraal-Mexico, bloeit de plant vanaf september tot de vorst de plant doodt. De tweeslachtige bloemen worden in het wild voornamelijk bevrucht door kevers, sluipvliegen en andere insecten. De vrucht is een langwerpig, zwart, behaard, 10 mm lang nootje met een pappus.
De plant kan wortellesieaaltjes (Pratylenchus-soorten) bestrijden en insecten weren zoals witte vlieg bij tomaat.

## Aaltjesbestrijding
Het telen van Tagetes patula is een goede bestrijding van wortellesieaaltjes mits de plant zich voldoende kan ontwikkelen. Hiervoor is een groeiperiode van drie tot vijf maanden nodig, waarbij de zomermaanden de voorkeur verdienen. De optimale zaaitijd ligt tussen half mei en half juli. Voor een hectare is 5-10 kg zaaizaad nodig. De rijafstand mag niet groter zijn dan 25 cm. Ook kan gebruikgemaakt worden van in perspotjes voorgetrokken planten. Deze worden eind maart/begin april gezaaid en half mei uitgeplant.
De aaltjesdodende werking komt doordat na het binnendringen van de aaltjes in de wortel onder invloed van thiofeen zuurstofradicalen in de wortels worden gevormd.

## Etherische olie
Voor de winning van de etherische olie wordt de bloeiende plant in haar geheel geoogst en stoomgedestilleerd. De olie wordt gemengd met sandelhoutolie gebruikt in 'attar genda'-parfum. Per hectare kan ongeveer 35 kg olie gewonnen worden.